# Universitat de Nottingham
La Universitat de Nottingham és una universitat pública amb seu a Nottingham, Anglaterra, al Regne Unit. Fou fundada amb el nom University College Nottingham el 1881 i va aconseguir la Carta Reial el 1948.
El campus principal de Nottingham, University Park, està situat als afores de la ciutat de Nottingham, amb diversos campus menors i un hospital universitari (el Queen's Medical Centre), localitzats a diversos punts de Nottinghamshire. Fora del Regne Unit, Nottingham té campus a Semenyih (Malàisia) i Ningbo (Xina). La Universitat de Nottingham està organitzada en cinc facultats, amb més de cinquanta departaments, instituts i centres de recerca. Nottingham té prop de 34.000 estudiants i 9.000 empleats, i va tenir uns ingressos totals de 520 milions de lliures el curs 2012/13, dels quals 100 milions provingueren de l'àmbit de la investigació i de contractes.
L'escriptor D. H. Lawrence fou alumne de la universitat. És membre de l'Associació d'Universitats de la Commonwealth, el Consorci Virgo, l'Associació d'Universitats Europees, el Russell Group, l'organització Universities UK, la xarxa Universitas 21, i participa en el programa d'estiu Sutton Trust.

## Història

### Fundació

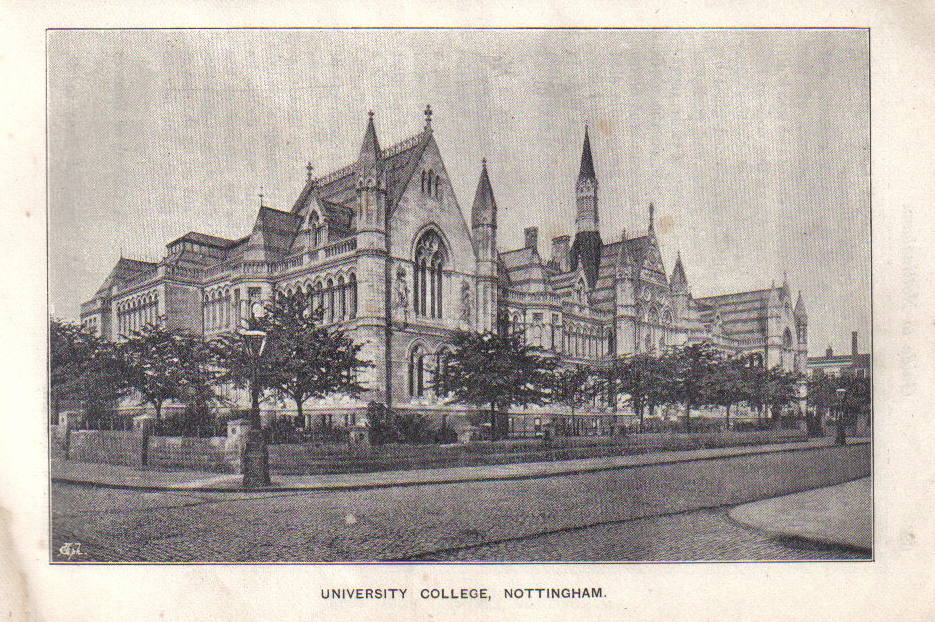
University College Nottingham el 1897; l'edifici ara és conegut com a Arkwright Building, i forma part de la Universitat Nottingham Trent

L'origen de la Universitat de Nottingham es remunta a la fundació d'una escola d'adults el 1798, i al cicle de conferències inaugurat el 1873 per la Universitat de Cambridge, les primeres d'aquest tipus en el Regne Unit. No obstant això, s'acostuma a considerar que la fundació de la universitat fou arran de la creació l'any 1881 del University College Nottingham, com a part constituent de la Universitat de Londres. L'any 1875, un contribuïdor anònim va donar £10.000 per tal que l'escola d'adults i els cicles de conferències es poguessin realitzar de forma permanent, i la Corporació de Nottingham va acordar construir i mantenir un edifici per aquest propòsit, així com destinar fons pel seu funcionament docent. La col·locació de la primera pedra de la universitat fou realitzada el 1887 pel Primer Ministre britànic William Ewart Gladstone, i fou inaugurat el 1881 pel Príncep Leopold, duc d'Albany. El 1881 hi havia quatre professors: Literatura, Física, Química i Ciències naturals. Aviat s'hi afegiren altres departaments i càtedres: Enginyeria el 1884, Estudis Clàssics i Filosofia el 1893, Francès el 1897, i Magisteri el 1905. El 1905, el departament conjunt de Física i Matemàtiques se separà en dues entitats separades. El 1911 es crearen els departaments d'Anglès i Mines. El 1912, Econòmiques i Geologia es combinaren amb Geografia. Addicionalment, es crearen els departaments d'Història el 1914, d'Educació d'Adults el 1923 i de Farmàcia el 1925.

### Evolució

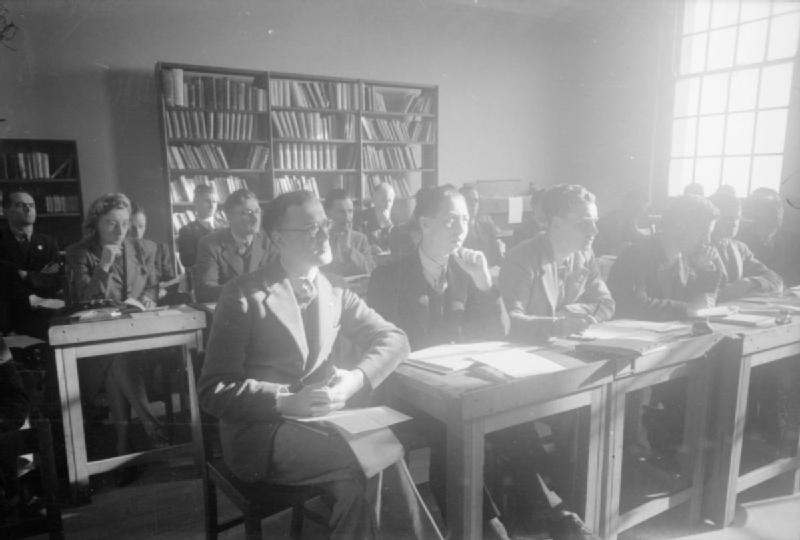
Estudiants d'art del Goldsmith's College a la University College Nottingham el 1944

La universitat va patir una expansió significativa en la dècada de 1920, quan es traslladà des del centre de Nottingham a un campus major als afores de la ciutat. El nou campus, anomenat University Park, fou completat el 1928, i finançat mitjançant fons públics, contribucions particulars, i la generositat de Sir Jesse Boot (posteriorment Lord Trent), qui donà 35 acres (140,000 m2) a la ciutat de Nottingham el 1921. Boot i els altres contribuïdors buscaven establir un "lloc d'elit per l'aprenentatge", amb el compromís de fomentar una participació àmplia, i tingueren l'esperança que el trasllat resoldria els problemes de la University College Nottingham, a causa del seu edifici restringit a Shakespeare Street. Boot estipulà que la part de l'emplaçament de Highfields, que quedava al sud-oest de la ciutat, havia d'estar dedicat a l'University College, mentre que la resta hauria de ser un lloc d'esbarjo pels residents de la ciutat, i a final de dècada es completà la construcció del llac i el parc públic annexos a l'University Boulevard. L'edifici original de l'University College a Shakespeare Street, al centre de Nottingham (conegut com a Edifici Arkwright), actualment forma part del 'Campus Urbà' de la Universitat Nottingham Trent.
D. H. Lawrence comentà sobre el finançament i l'arquitectura:
| «                | (anglès) In Nottingham, that dismal town where I went to school and college, they've built a new university for a new dispensation of knowledge. Built it most grand and cakeily out of the noble loot derived from shrewd cash-chemistry by good Sir Jesse Boot. | (català) A Nottingham, aquella vila llòbrega on vaig anar a escola i a l'institut s'ha construït una nova universitat per a un nou règim de coneixement. Construïda de forma grandiosa com a colofó sobre el noble botí derivat de la química rendible i sagaç del bo de Sir Jesse Boot. | » |
| — D. H. Lawrence | | |   |

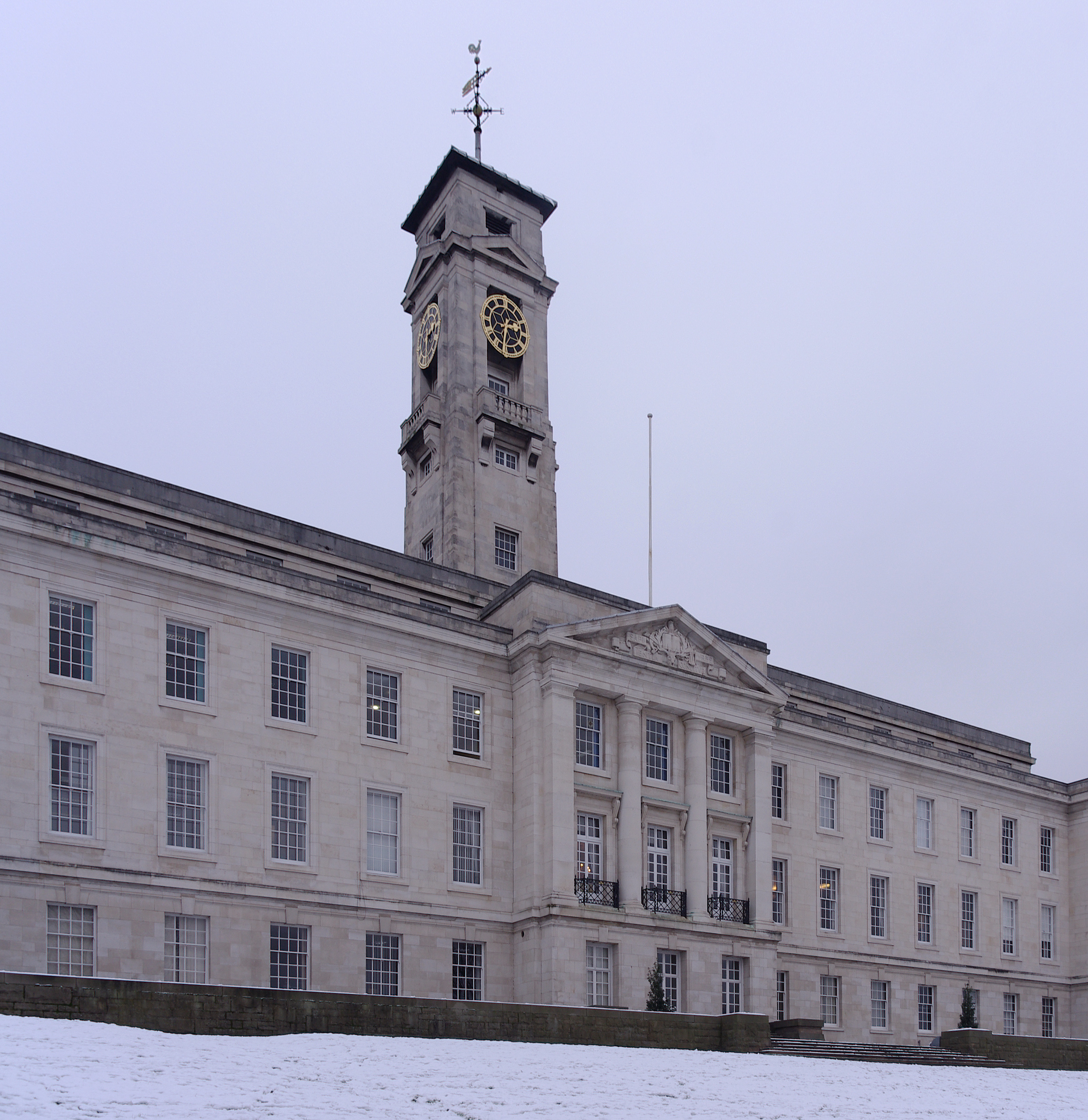
Edifici Trent – Originalment albergà la totalitat de la universitat quan es traslladà al University Park el 1928

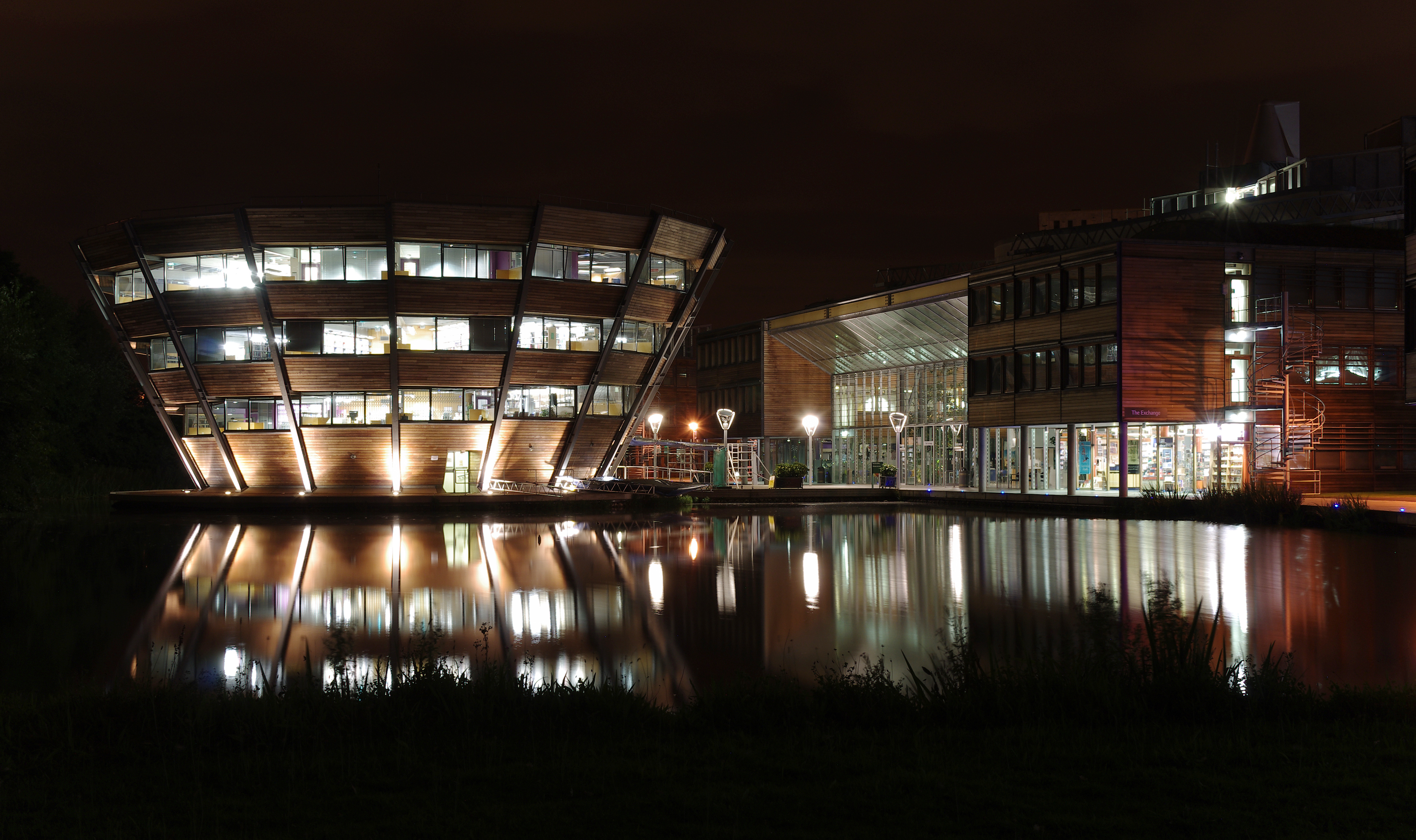
Jubilee Campus el 2012. A l'esquerra es troba el Centre de Recursos d'Aprenentatge Sir Harry and Lady Djanogly, una biblioteca que té forma de con invertit.

La Universitat de Nottingham va tenir inicialment la seu a l'Edifici Trent, una estructura de pedra calcària amb una torre del rellotge dissenyada per Morley Horder, i inaugurat oficialment pel rei Jordi V el 10 de juliol de 1928. En aquest període de desenvolupament de la universitat, atragué conferenciants com ara Albert Einstein, H. G. Wells o Mahatma Gandhi, i la pissarra que feia servir el professor Einstein en la seva estança a Nottingham encara s'exhibeix al departament de Física. La Universitat va patir pocs canvis en el període entre guerres. El Departament de Filologia Eslava (posteriorment anomenat Estudis Eslaus) fou fundat el 1933; l'ensenyament de rus fou instaurat el 1916. Entre 1933 i 1934, els Departaments d'Enginyeria Elèctrica, Zoologia i Geografia, que havien estat agregats a altres disciplines, esdevingueren independents. El 1938 s'ampliaren els òrgans de la comissió escolar. No obstant això, la irrupció de la guerra el 1939 feu que s'aturés aquest procés de desenvolupament.

### Status de la universitat
Els estudiants de la Universitat de Nottingham rebien els seus títols de la Universitat de Londres, i no va ser fins a 1948, amb l'atribució de la carta reial a la universitat, que ja pogué atorgar títols en el seu propi nom, The University of Nottingham.
Durant la dècada de 1940, el Midlands Agricultural and Dairy College de Sutton Bonington es va fusionar amb la School of Agriculture, i el 1956 es va completar l'edifici Portland com a complement de l'edifici Trent. El 1970, la universitat va fundar la primera escola de medicina del segle xx al Regne Unit. El 1999, s'inaugurà el campus Jubilee en l'antic emplaçament de la Rayleigh Bicycle Company, a una milla de distància del campus. Des de llavors, la universitat va començar a expandir-se internacionalment, amb l'obertura de campus a Malàisia i Xina els anys 1999 i 2004 respectivament. L'any 2005, es va inaugurar el King's Meadow Campus a prop del University Park Campus.
La universitat ha tingut diversos logotips al llarg de la història, començant per l'escut d'armes. Posteriorment, la Universitat de Nottingham va adoptar un logotip més senzill, on apareix una versió estilitzada del castell de Nottingham rodejat pel text "The University of Nottingham". El 2001 es va redissenyar el logotip, arran d'un projecte de renovació de la imatge corporativa.

## Organització i estructura acadèmica
El màxim dirigent és el rector, escollit pel tribunal de la universitat, sota la recomendació del consell universitari. El responsable acadèmic i administratiu és el vicerector, assistit per sis sotsvice-rectors. L'equip de govern és el Consell Universitari, compost per 35 membres, la majoria amb càrrecs no-acadèmics. L'autoritat acadèmica és el Senat, format per professors, personal no docent i representants dels estudiants. El fòrum de debat més gran és el Tribunal Universitari, presidit pel Rector. L'actual rector és Sir Andrew Witty, que arribà al càrrec l'1 de gener de 2013, succeint així Yang Fujia, rector des de juliol de 2001. L'actual vicerector és David Greenaway, qui va substituir al càrrec Sir Colin Campbell l'any 2008, que supervisà els plans d'expansió de la universitat, fins al punt que el diari The Times s'hi referia com "el Sir Alex Ferguson dels vicerectors".
La Universitat està formada per diverses escoles i departaments, organitzats en cinc facultats: Facultat de Belles Arts, Facultat d'Enginyeria, Facultat de Medicina i Ciències de la Salut, Facultat de Ciències i Facultat de Ciències Socials. Cada facultat té diversos departaments més petits.

## Docents i admissions

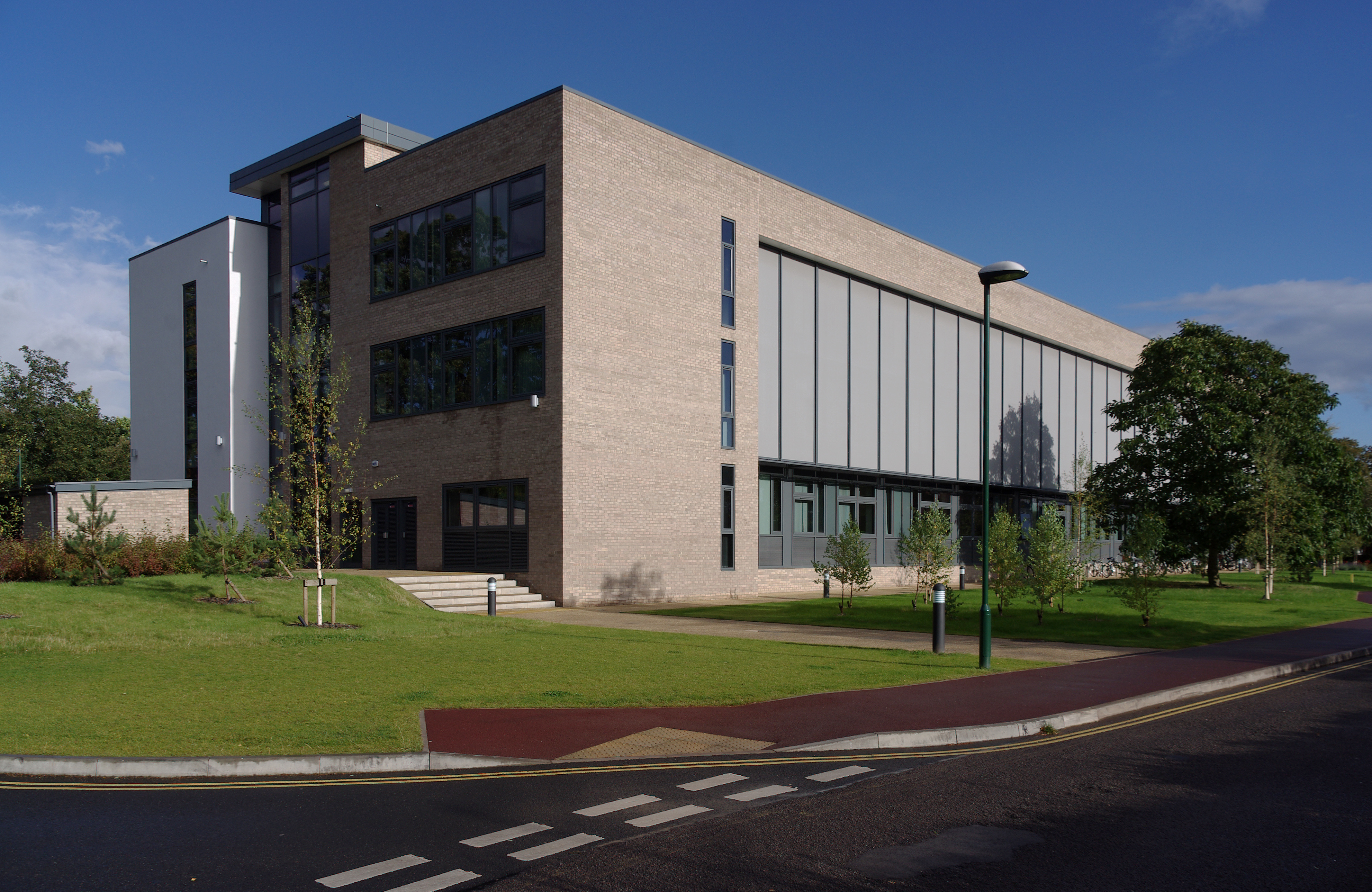
El nou edifici d'Humanitats al University Park

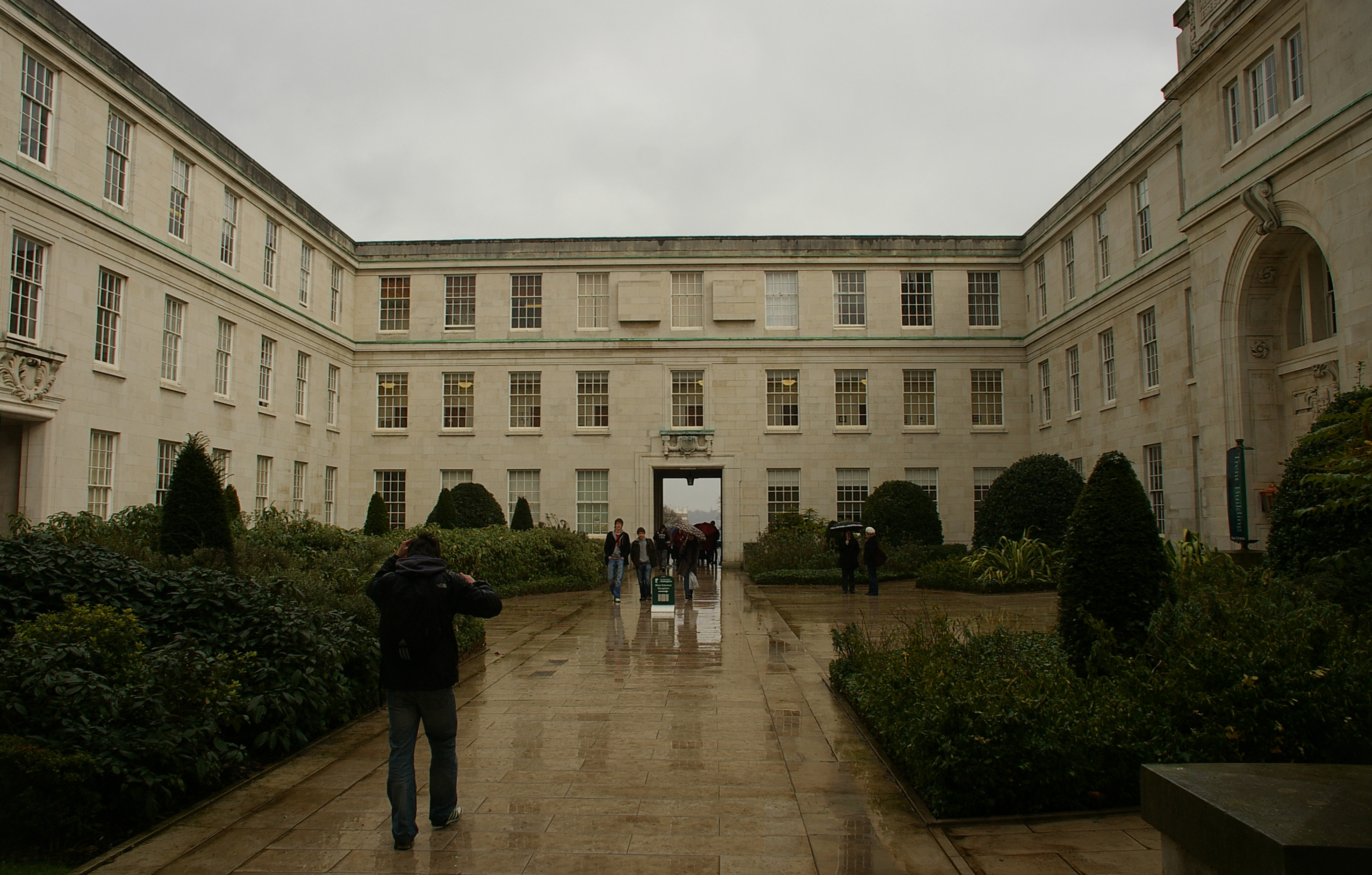
El Trent Building Quadrangle en un dia de pluja

Nottingham és una institució amb gran vocació de recerca, i dos dels seus exalumnes van rebre un premi Nobel el 2003. Gran part de la investigació sobre imatgeria per ressonància magnètica (IMR) es va realitzar a Nottingham. Aquesta labor motivà que Sir Peter Mansfield rebés el Premi Nobel de Medicina o Fisiologia l'any 2003. Nottingham encara és un referent de la recerca sobre IRM. Frederick Kipping, professor de química entre 1897 i 1936, descobrí els polímers de silicona a Nottingham. Alguns investigadors de Nottingham han aconseguit progressos importants en el cultiu in vitro de plantes i en micropropagació, a més de la primera producció de tomàquets transgènics en la dècada de 1980 pel professor Don Grierson. Altres innovacions a la universitat han estat els implants coclears per a nens sords, o la posició de seguretat usada en aviació comercial. Les instal·lacions de Nottingham inclouen un supercomputador de 46 teraflops.
Nottingham va tenir 26 departaments amb una qualificació de 5 o 5* (excel·lència internacional) segons el Research Assessment Exercise dels UK Funding Councils de 2001, i el Research assessment Exercise de 2008 trobà que el 60 per cent de la recerca de Nottingham era "líder mundial" o d'"excel·lència internacional", Nottingham també és una de les quatre primeres universitats de Gran Bretanya pel que fa a ingressos rebuts per a recerca, amb més de 150 milions de lliures esterlines en contractes per l'any acadèmic 2009-2010. De fet, una classificació realitzada pel Times Higher Education, basada en els UK Research Councils, mostra que la Universitat de Nottingham fou la segona de Gran Bretanya el 2009 pel que fa a la taxa d'èxit de projectes finançats, per davant d'Oxford, el University College London (UCL) i l'Imperial College.
La universitat és la seu del Leverhume Centre for Research on Globalisation and Economic Policy (GEP). El GEP es va fundar a la Nottingham School of Economics l'any 2001, i promou investigacions sobre la qüestió de la globalització.

### Admissions
D'acord amb les últimes estadístiques recopilades per la Higher Education Statistics Agency, Nottingham és la cinquena universitat més gran del Regne Unit pel que fa al nombre total de matriculacions, amb més de 30.000 estudiants de més de 130 països. L'any 2010, la universitat va rebre 49.000 sol·licituds d'admissió per 5.500 places, essent així una de les 3 universitats més populars del Regne Unit. Tot i això, la universitat ha estat històricament popular entre les escoles públiques britàniques, amb un 40% de l'alumnat provinent de l'ensenyament privat. Això ha causat controvèrsia, i ha fet que Nottingham, com altres universitats amb majoria d'estudiants de classe mitjana, com la Universitat de Bristol, la Universitat de Durham o la Universitat d'Edinburgh, hagin introduït algunes iniciatives per intentar expandir l'accés i la participació, finalitzant amb la introducció de l'escola d'estiu, oberta a estudiants amb un rerefons no acadèmic.

## Classificacions

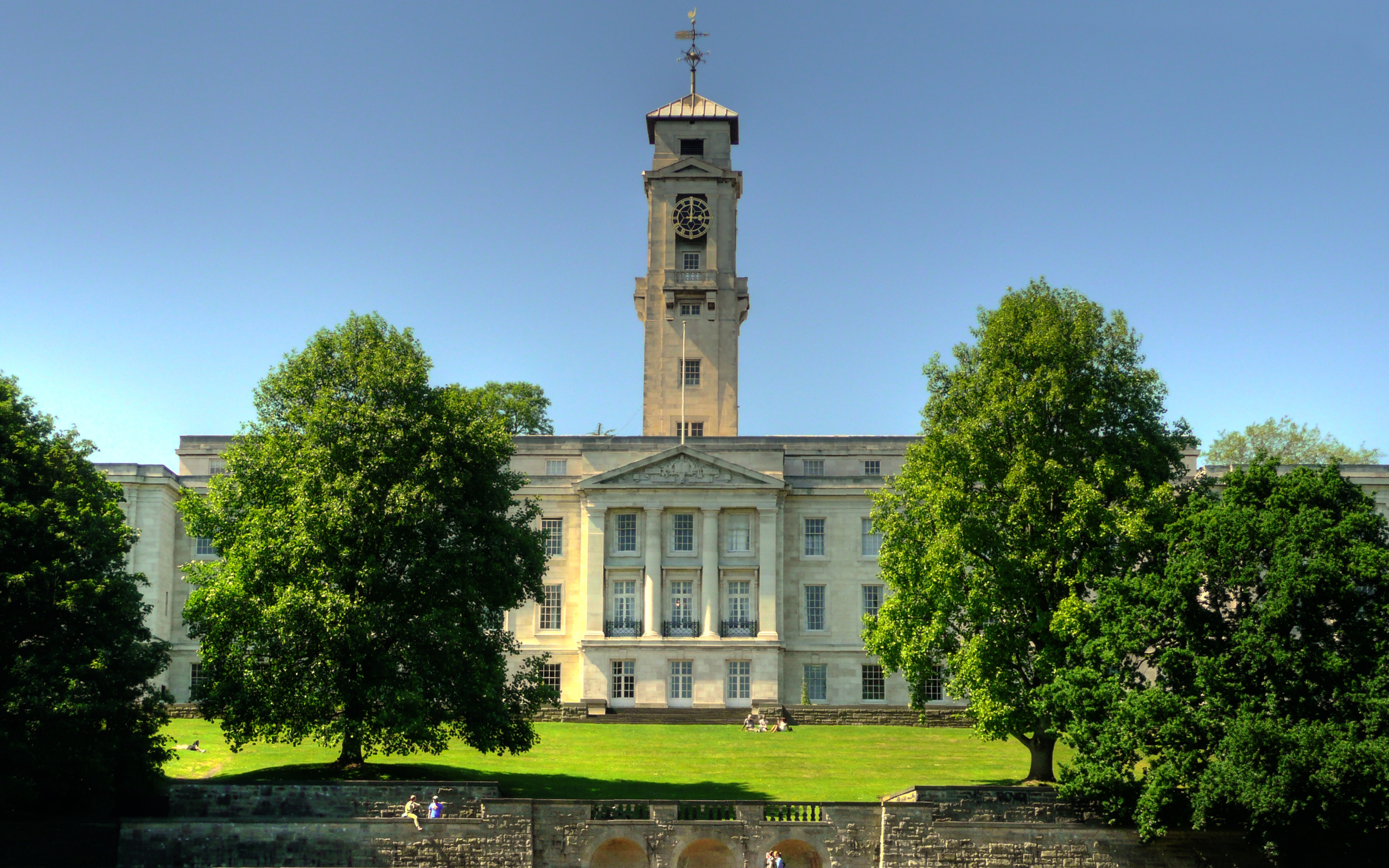
Edifici Trent de la Universitat de Nottingham

La universitat fou declarada "Universitat de l'Any" per Times Higher Education l'any 2006, "Universitat Emprenedora de l'Any" en 2008, i fou finalista en 2010 de l'elecció "Universitat de l'Any" del Sunday Times. La Comissió Fulbright descriu la Universitat de Nottingham com «una de les universitats del Regne Unit més antigues, més grans i més prestigioses». Nottingham va acabar en 8è lloc en la classificació d'universitats britàniques realitzada per The Sunday Times durant la passada dècada, prenent la mitjana durant 10 anys, i està situada entre les 10 primeres universitats del Regne Unit segons la classificació World University Rankings 2010 de Shanghai Jiao Tong (SJTU). A nivell internacional, la Universitat de Nottingham aconseguí el 74è lloc en el QS World University Rankings de 2011.
Nottingham també és membre de Sutton Trust 13, una relació de les 13 universitats britàniques més prestigioses, confeccionada per l'organització the Sutton Trust, l'objectiu de la qual és combatre les desigualtats en les principals universitats. Tradicionalment, Nottingham ha tingut una de les ràtios més altes del Regne Unit entre sol·licituds d'admissió i places oferides; de fet, The Sunday Times descriu la universitat com «de les més buscades en educació superior» i «amb gairebé 10 candidats per plaça, Nottingham és una de les universitats del Regne Unit on és més difícil ingressar».  Això ha fet que les seves sol·licituds d'admissió hagin estat regularment entre les 10 millors a Gran Bretanya, fins al punt que the Times ha descrit els estudiants de Nottingham com «els millors entre els seus companys».
Nottingham també ocupa el 8è lloc d'entre les universitats internacionals a l'enquesta "Best Places to Work in Academia 2010". La universitat també és "una de les universitats del món més amigables amb els contractadors", d'acord amb la Virgin Alternative Guide to British Universities, està classificada entre les 15 universitats més escollides al món entre contractadors, segons les classificacions mundials de The Times Higher Education Supplement, i l'any 2008 una enquesta de Times High Fliers col·locava la Universitat de Nottingham entre les 3 més desitjades de Gran Bretanya per contractadors de personal amb estudis universitaris. Nottingham també és la 31a del món, i la 7a a la Gran Bretanya, segons una enquesta de 2011 realitzada per New York Times, on es preguntava a diferents directors generals a quines universitats es dirigirien per contractar candidats. Nottingham és la 2a del món (després de la Universitat d'Oxford) i la 13a al món (juntament amb la Universitat Stanford) pel que fa al nombre d'exalumnes que han arribat al càrrec de director general d'entre les 500 empreses mundials més grans.
Des de 2013, la universitat fou classificada com la 24a a escala nacional i com la 157a a escala internacional pel Times Higher Education. Una enquesta duta a terme el 2014 suggeria que era la universitat més demandada pels principals empresaris del Regne Unit. El 2012, Nottingham assolí el 13è lloc pel que fa al nombre d'alumnes relacionats com a CEO del Fortune Global 500. També assolí la 2a plaça (juntament amb Oxford) a la classificació de medallistes dels Jocs Olímpics d'Estiu de 2012. A la classificació de la GreenMetric World University de 2013, Nottingham fou considerat el campus més sostenible.

## Campus

### Al Regne Unit

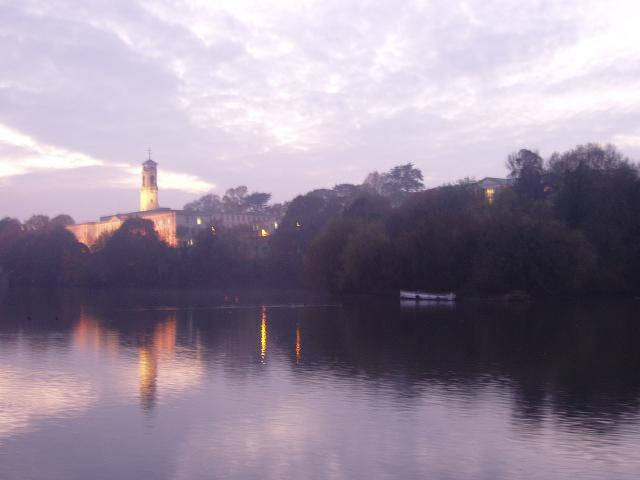
Imatge del University Park, l'única universitat en obtenir el codiciat guardó Green Flag Award for Parkland de jardineria durant deu anys consecutius

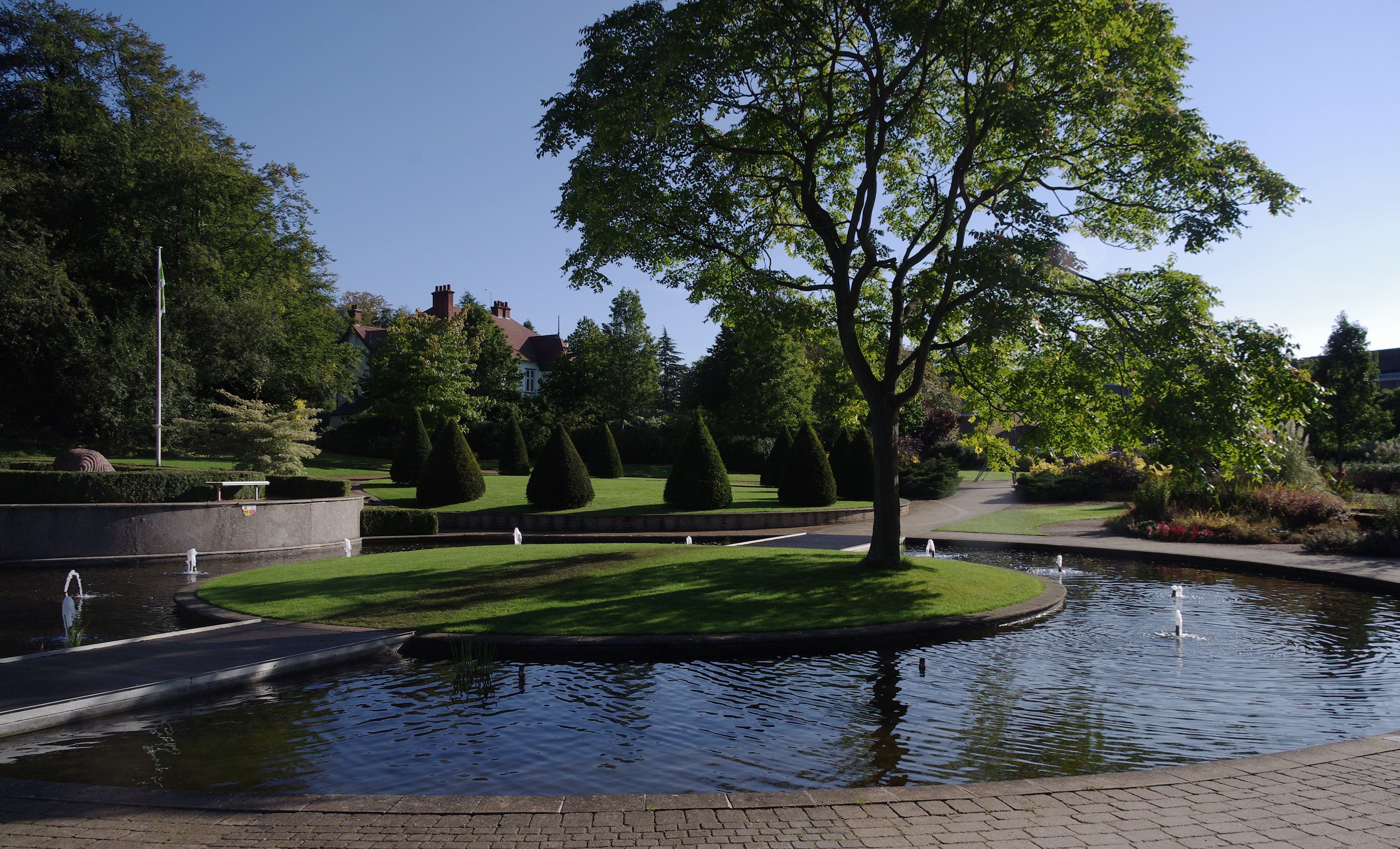
Millenium Park al University Park Campus. Reconegut com el campus universitari més verd del món l'any 2011 per Greenmetric of World Universities

El campus University Park, a l'oest del centre de la ciutat de Nottingham, és la seu històrica de la Iniversitat de Nottingham, i compta amb una extensió de 330 acres (1.3 km2). Construït al voltant del llac i de la torre del rellotge, i amb uns jardins extensos, hom reconeix el campus com el més atractiu de la regió. El University Park ha rebut nombrosos guardons per la seva arquitectura i paisatgisme, i ha estat nomenat el campus més verd de la regió gràcies als premis Green Flag Award. El premi de 2012 és el desè consecutiu pel University Park, fita que mai no ha aconseguit cap altra universitat del Regne Unit. Nottingham té altres campus addicionals, tots els quals tenen característiques semblants pel que fa al disseny, essent així "campus verds", que consisteixen en edificis d'una o dues plantes o salons situats al voltant d'un llac amb extensos jardins botànics. L'única excepció és el campus Sutton Bonington, que té una construcció anterior a la creació del campus University Park.
El campus Jubilee, dissenyat per Sir Michael Hopkins, fou inaugurat per la reina Elisabet II del Regne Unit l'any 1999, i està situat a 1 milla (1.6 km) del University Park. Les instal·lacions del campus acullen les Escoles d'Educació i de Ciències de la Computació, i l'Escola de Negocis de la Universitat de Nottingham. L'emplaçament també és seu del National College for School Leadership. Una inversió addicional de 9,2 milions de lliures esterlines feu que l'any 2004 es completés un segon edifici per l'Escola de Negocis de la Universitat de Nottingham, inaugurada pel Ministre de Ciència i Innovació, Lord Sainsbury. La naturalesa respectuosa amb el medi ambient del campus i dels seus edificis han estat un factor determinant en els guardons que ha rebut, entre ells Millennium Marque Award for Environmental Excellence, el British Construction Industry Building Project of the Year, el RIBA Journal Sustainability Award i el Civic Trust Award for Sustainability.

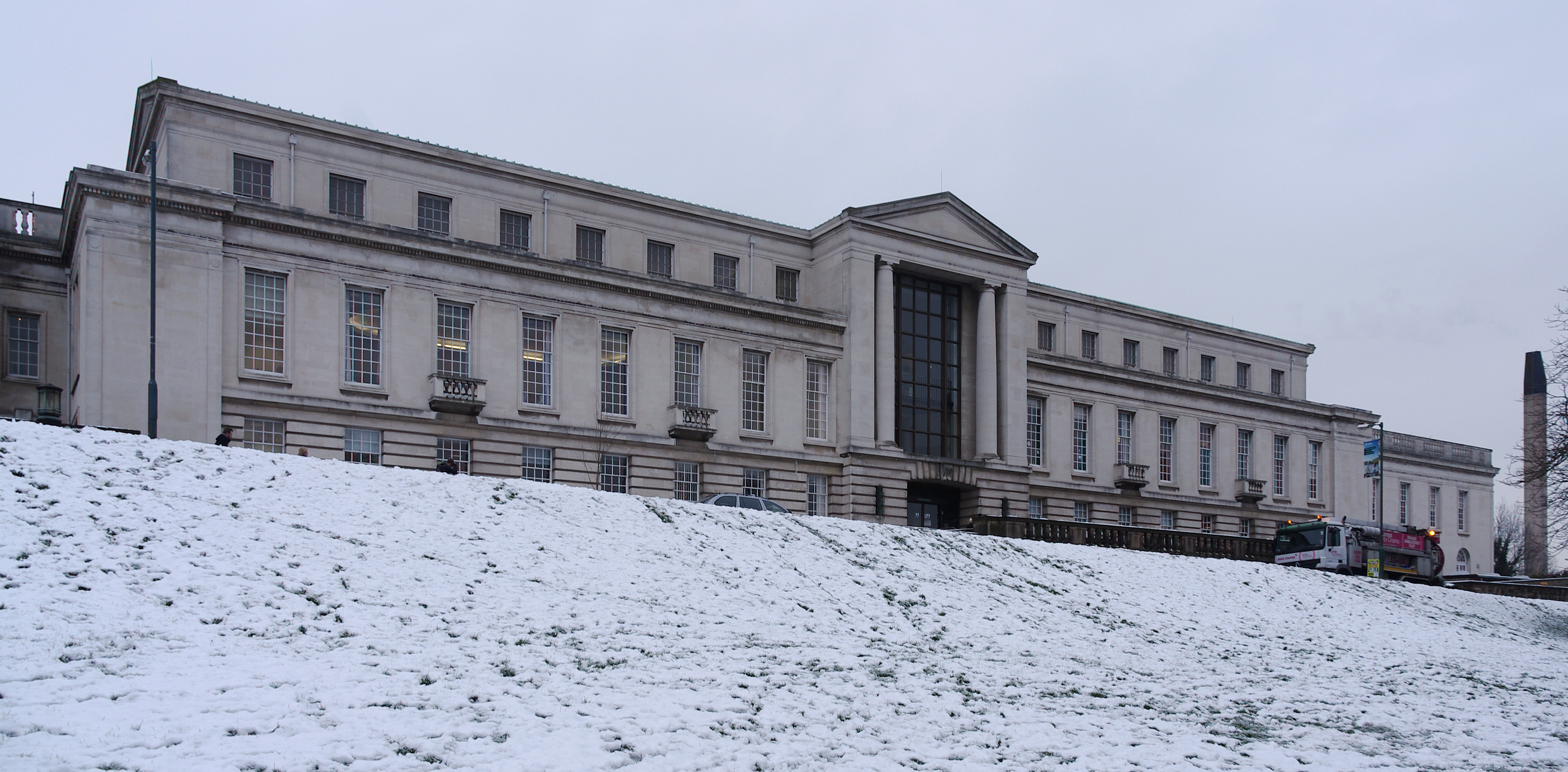
L'Edifici Portland és on estan situats els serveis a l'estudiant i les oficines del Sindicat d'Estudiants.

El campus Jubilee va guanyar l'accèssit del jurat als Energy Globe Award de 2005. Aquest campus es distingeix per la seva arquitectura moderna i única, culminada en Aspire, una escultura artística de 60 metres d'alt, que és l'escultura individual més alta del Regne Unit. La Universitat planeja invertir 200 milions de lliures en un nou projecte dissenyat per Ken Shuttleworth, dissenyador de la famosa Gherkin de Londres i fundador de MAKE Architects. Al centre d'aquest nou projecte hi haurà el 'Volcano' de Nottingham. Tot i això, l'arquitectura del campus Jubilee no és admirada per tothom, i de fet els últims edificis de serveis han estat catalogats com el segon pitjor nou disseny arquitectònic de Gran Bretanya en una esquesta de 2009.
El campus City Hospital està situat prop de Bestwood, i acull personal i estudiants de postgrau en les especialitats de medicina respiratòria, medicina cerebrovascular, oncologia, fisioteràpia i salut pública. Aquest campus serà ampliat el 2009 per acollir-hi un nou institut de salut pública i centre especialitzat en la investigació del tabac.
El campus Sutton Bonington acull l'Escola de Biociències de Nottingham i la nova Escola de Medicina Veterinària i Ciència, i està situat a aproximadament 12 milles (19.3 km) al sud de la ciutat de Nottingham, entre l'autovia M1, la central elèctrica de Ratcliffe i el ferrocarril Midland Main Line. Aquest campus està centrat al voltant de mansió històrica de Sutton Bonington i, igual que el campus University Park, encara conserva molts dels antics jardins botànics privats i llacs, oberts només per als estudiants. La University Farm, inclòs el Dairy Centre, es troba al campus Sutton Bonington.
El campus King's Meadow es fundà l'any 2005 sobre l'antic emplaçament de la Central Independent Television a Lenton Lane. Té sobretot funcions administratives, encara que també s'hi pot trobar el Departament de Manuscrits i Col·leccions Especials. Encara hi ha un estudi de televisió, que es lloga a la indústria del cinema i la TV.
A l'entrada sud del campus principal, al parc Highfields, hi ha el Centre d'Arts Lakeside, l'espai de la Universitat de Nottingham pel desenvolupament i representacions de les arts.
El pavelló D. H. Lawrence acull una multitud d'espais culturals, com per exemple un teatre amb capacitat per a 225 espectadors, una sèrie d'armaris d'artesania, la galeria Weston (que exposa la col·lecció de manuscrits de la Universitat), la galeria Wallner (que serveix com a plataforma per artistes locals i regionals), i una sèrie d'espais per a les arts visuals, actuacions i allotjaments.
Altres instal·lacions inclouen la galeria d'art, saló per a recitals i teatre Djanogly, que en el passat ha acollit enregistraments i retransmissions de BBC Radio 3, els festivals NOTT Dance i NOW, i una sèrie d'exposicions d'art contemporani.

### Campus internacionals

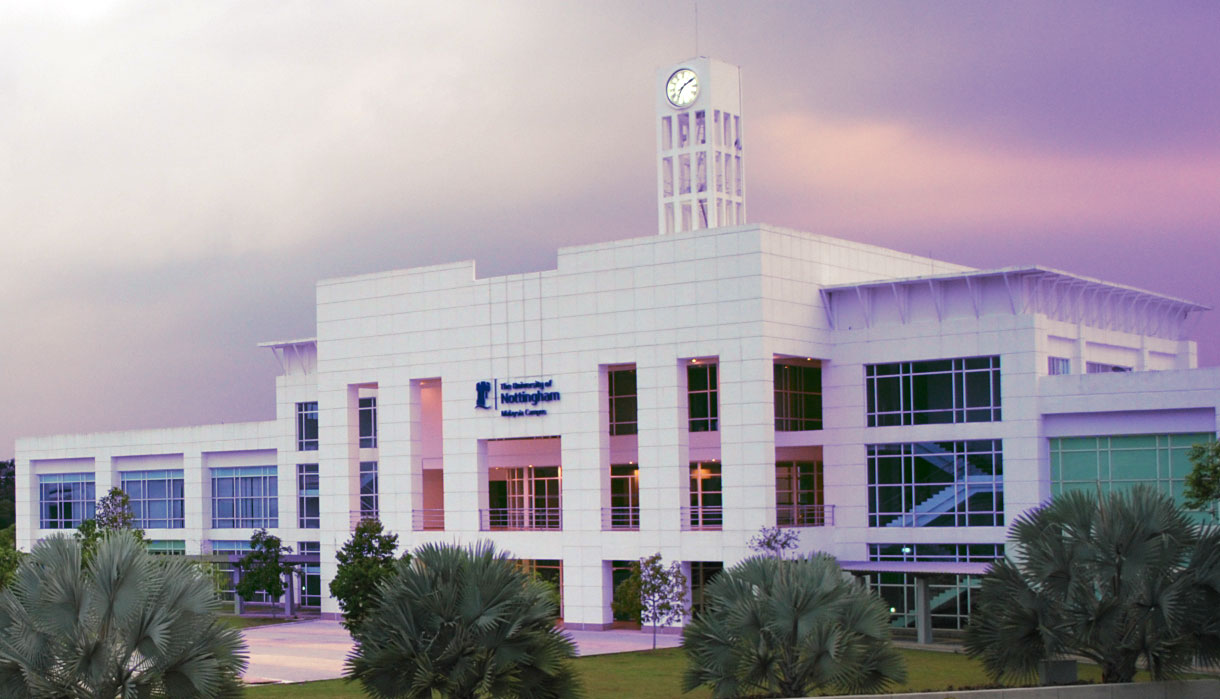
Campus Malaysia de la Universitat de Nottingham

Nottingham ha introduït campus internacionals com a part de la seva estratègia de creixement. La primera fase en aquesta estratègia fou la creació l'any 1999 d'un campus a Semenyih (Selangor, Malàisia), a poca distància de Kuala Lumpur. Posteriorment, l'any 2004, es creà un campus a Ningbo (província de Zhejiang, Xina).
El campus Malaysia fou el primer campus d'una universitat britànica a Malàisia, i un dels primers arreu del món, en rebre el premi Queen's Award for Enterprise 2001 i el Queen's Award for Industry (International Trade) 2006. El mes de setembre de 2005, el campus Malaysia es va traslladar a un campus construït ad hoc a Semenyih, a 18 milles (29.0 km) al sud del centre de Kuala Lumpur.
Amb una inversió de 40 milions de lliures, l'any 2005 es va completar el campus Ningbo, inaugurat pel viceprimer ministre britànic John Prescott el febrer de 2006. De la mateixa manera que el campus Malaysia, el campus Ningbo té la seva versió de l'edifici Trent, a més del Centre per les Tecnologies d'Energia Sostenible (Centre for Sustainable Energy Technologies, CSET), el primer edifici de la Xina amb zero emissions de diòxid de carboni.
El mes de novembre de 2012, la universitat impulsà una aliança empresarial amb la Universitat de Ciència i Tecnologia de la Xina de l'Est: l'Acadèmia Avançada Shanghai Nottingham (Shanghai Nottingham Advanced Academy, SNAA). La SNAA organitzarà cursos conjunts a Shanghai amb estades al Regne Unit, amb estudis i investigació per a universitaris, llicenciats i doctorands.

## Vida

### Sindicat d'estudiants

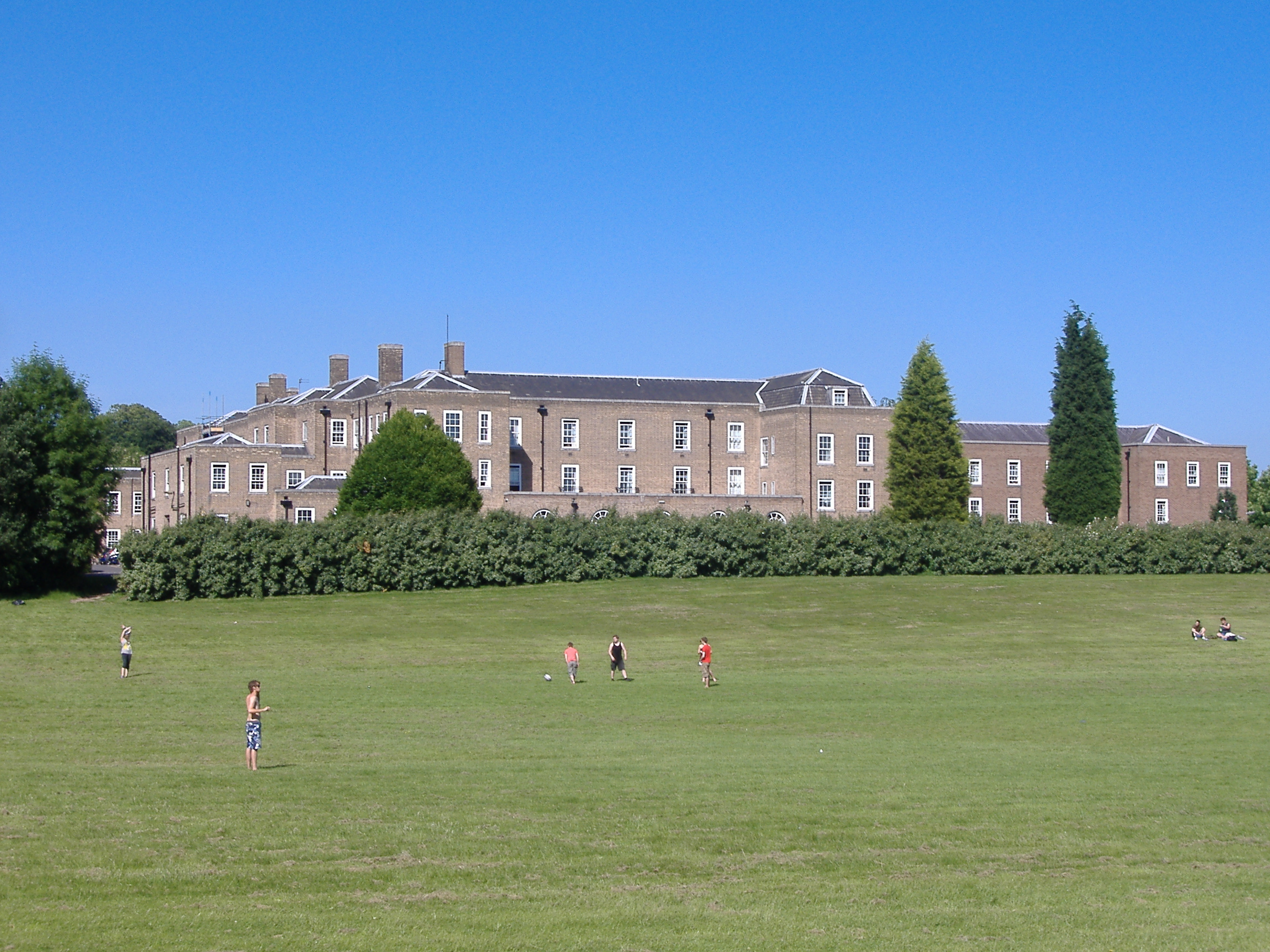
El Florence Boot Hall és el col·legi major més antic de la universitat. Està dedicat a Florence Boot, esposa de Jesse Boot, que fou un gran benefactor de la universitat.

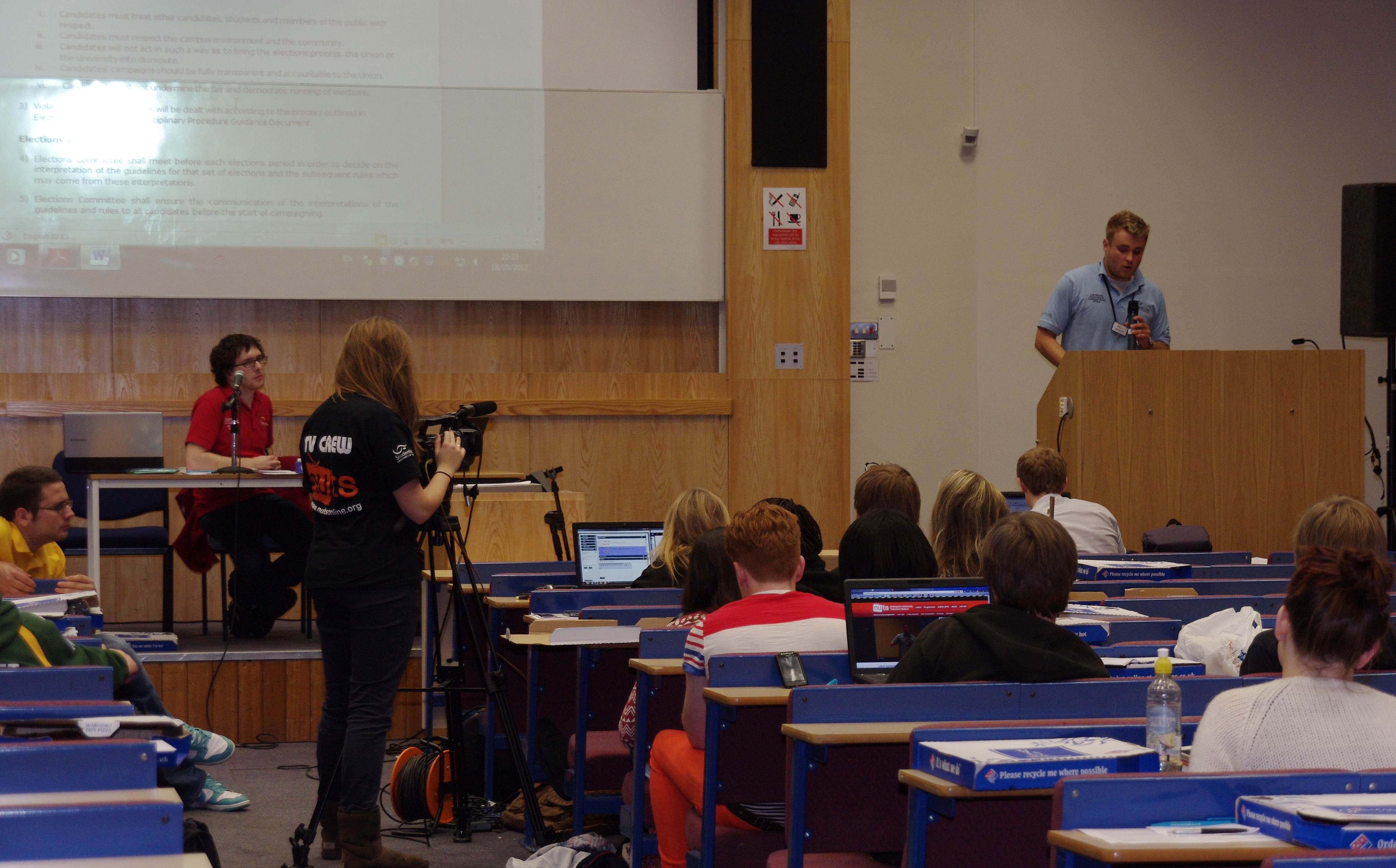
L'òrgan de decisió més important del Sindicat d'estudiants de la Universitat de Nottingham és el Consell de la Unió, on els membres elegits debaten qüestions.

El Sindicat d'estudiants de la Universitat de Nottingham està fortament involucrat en la promoció d'activitats estudiantils a la universitat, i té més de 190 associacions afiliades. Altres 76 clubs esportius estan afiliats a la Unió Atlètica del Sindicat d'estudiants. Nottingham participa cada any a la Varsity Series, una sèrie d'esdeveniments esportius entre estudiants i personal de la universitat, d'una banda, i els seus rivals tradicionals de la Universitat Nottingham Trent, de l'altra.
La revista estudiantil Impact es publica durant el període lectiu. Hi ha un club de teatre que té la seva activitat a The New Theatre. El Sindicat d'estudiants també opera una companyia professional d'il·luminació i so, TEC PA & Lighting, que proporciona serveis a multitud d'esdeveniments, com ara graduacions, balls i altres, tant a dins de la universitat com per clients externs.
El Sindicat assegura tenir l'organització més gran estudiantil per a recaptació de fons (fora dels Estats Units), anomenada 'Karnival' (abreujada com a "Karni"), que va recaptar 1,61 milions de lliures l'any 2012. L'emissora de ràdio de la universitat és la URN/Student Radio for Nottingham.
El Sindicat d'estudiants també organitza activitats i esdeveniments que fan interactuar estudiants i personal amb la comunitat local. El Centre d'Estudiants Voluntaris acull més de 600 estudiants cada any que desenvolupen tasques de voluntariat a escoles locals i associacions de la comunitat, a més d'altres projectes per tot Nottingham. El Sindicat d'estudiants gestiona també un projecte de voluntariat internacional, InterVol, que envia estudiants voluntaris a treballar en comunitats rurals a l'Àfrica. La iniciativa Nottingham's Active Communities ha cooperat amb el Sindicat d'estudiants per tal de crear el Crocus Cafe a la rodalia de Lenton.

### Students in Free Enterprise
L'equip Students in Free Enterprise ("SIFE") de la Universitat de Nottingham ha guanyat la competició nacional SIFE del Regne Unit durant quatre anys consecutius (2005, 2006, 2007 i 2008). Això significa que són l'equip més premiat del Regne Unit. Tenen la seu a l'Escola de Negocis de la Universitat de Nottingham. Han participat en les Copes del Món SIFE a Toronto, París, Nova York i Singapur, i estan classificats com un dels equips SIFE capdavanters del món.

### AIESEC Nottingham
L'equip AIESEC de la Universitat de Nottingham, amb base a l'Escola de Negocis de la Universitat de Nottingham, ha guanyat diversos premis nacionals AIESEC a l'excel·lència durant els últims anys. Això fa que sigui un dels comitès AIESEC més guardonats del Regne Unit. Alguns d'aquests premis són: Unliever Award for Excellence in Business Development (ICX) 1999, Best Local Committee 2000, Best Local Committee 2001, National Service and Learning Excellence 2003, Best Careers Fair 2005 i Most Improved Local Committee 2012. Recentment, l'AIESEC Nottingham ha tornat a encadenar resultats positius, amb la consecució del National Business Development Excellence Award el febrer de 2013, en reconeixement de les extraordinàries habilitats comercials de l'equip; de fet, l'aleshores Responsable de Desenvolupament de Negoci va rebre el reconeixement com a 'Global Top Seller' (Major Venedor Global) el març de 2013.

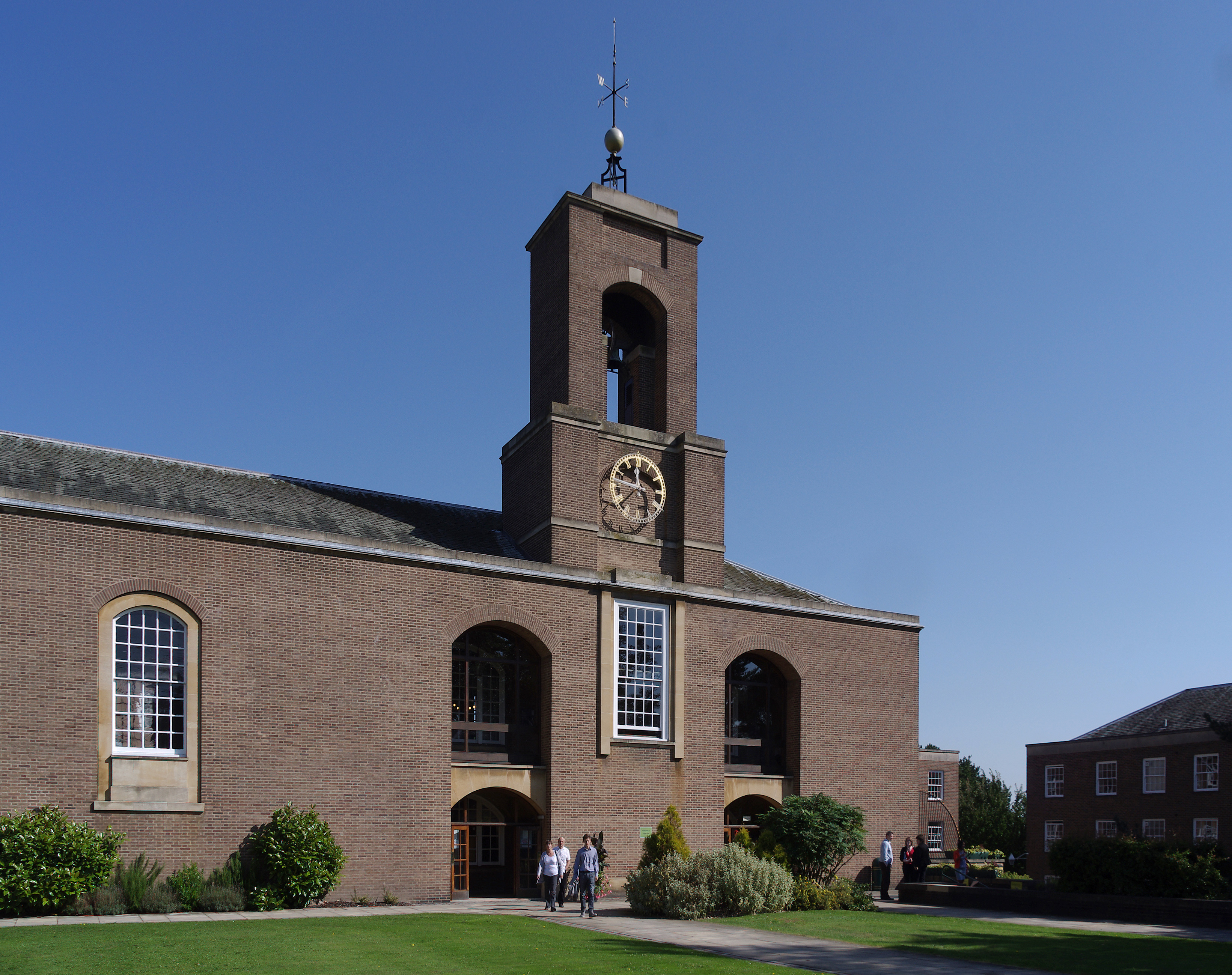
Cripps Hall, un dels col·legis majors

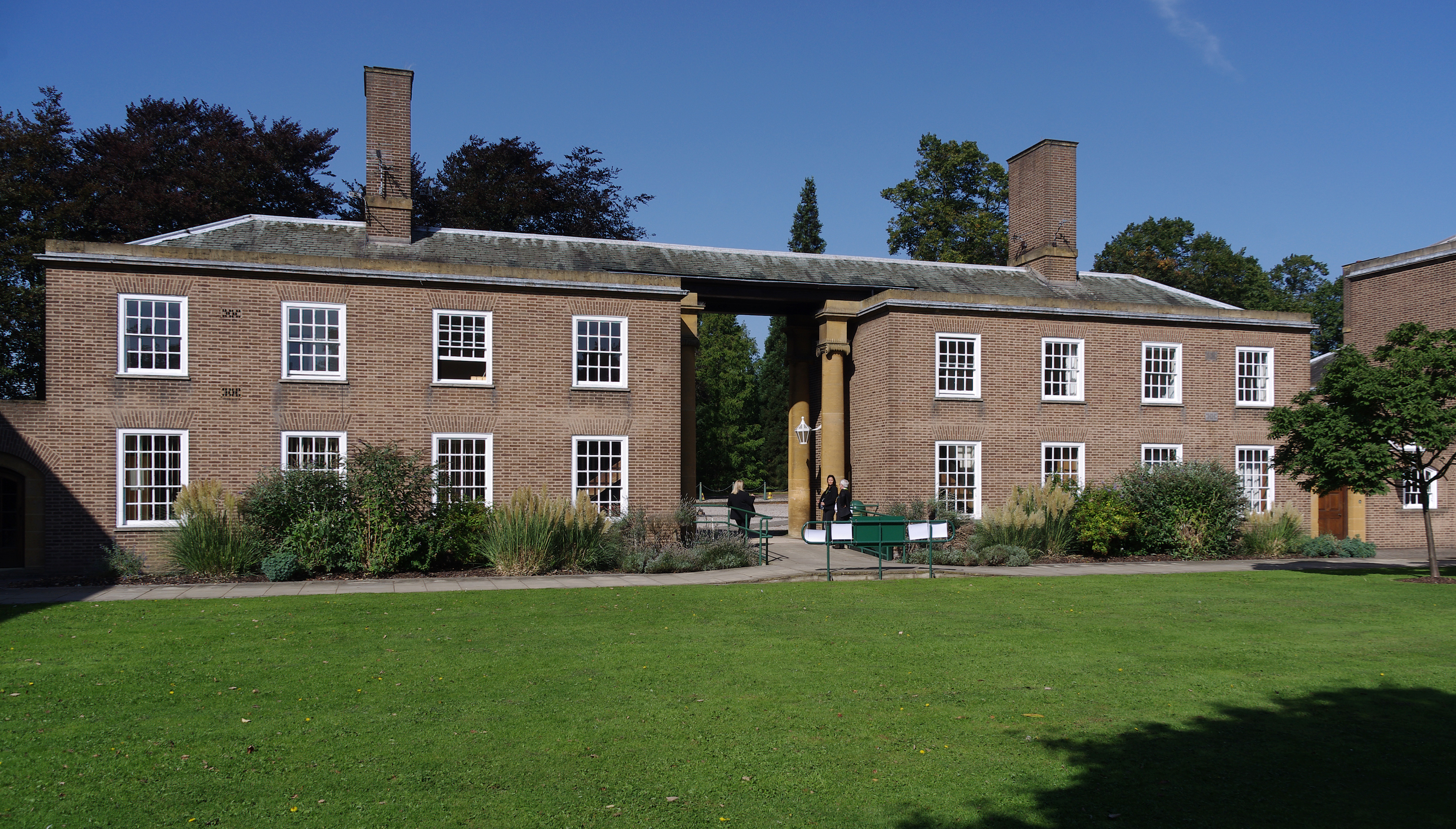
University Park, Cripps Hall

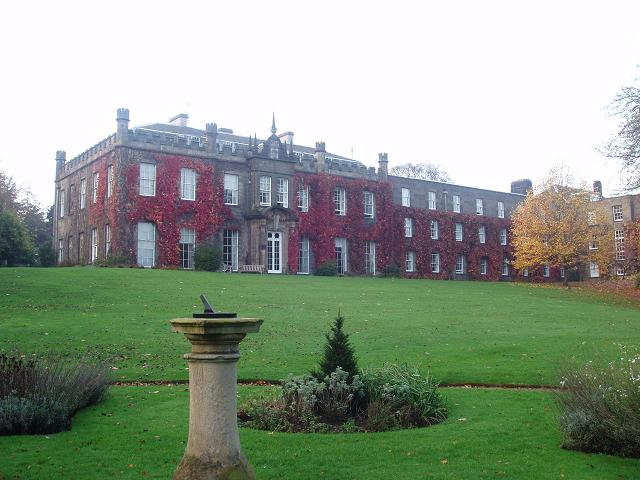
Hugh Stewart Hall

## Controvèrsies

### "Nottingham Dos"
El 14 de maig de 2008, Hicham Yezza, treballador de la universitat, i Rizwaan Sabir, estudiant, van ser arrestats a la Universitat de Nottingham i retinguts durant sis dies, a l'empara de la llei Terrorism Act 2000. La Universitat de Nottingham va informar la policia després de trobar una versió editada del manual d'entrenament d'al-Qaeda, que l'estudiant estava utilitzant per a la seva recerca. Tots dos detinguts van ser acusats d'apologia del terrorisme, i posteriornent van ser posats en llibertat sense càrrecs. El mes de setembre de 2011, Rizwaan Sabir va rebre una indemnització de 20.000 lliures esterlines per detenció il·legal per part de la policia de Nottinghamshire.
La Universitat de Nottingham fou durament criticada després que l'únic professor relacionat amb estudis sobre terrorisme de la institució, Dr. Rod Thornton, decidís retirar-se com a professor d'estudis sobre terrorisme i dedicar-se a les seves altres tasques, ja que no volia arriscar-se a possibles arrestos, atès que la universitat no expressava el seu parer sobre la possessió de publicacions terroristes. Com a conseqüència, la Universitat de Nottingham ha deixat d'impartir estudis sobre terrorisme.
Arran d'una conferència, l'any 2011, de la British International Studies Association (BISA), Thornton va preparar un document en què exposava que la universitat havia iniciat una persecució sistemàtica contra Yezza, Sabir i altres docents del departament. Un dels companys de Thornton a Nottingham es va queixar a BISA, afirmant que el document de Thornton era difamatori, i un portaveu de la universitat es referí al document com "altament difamatori contra diversos companys". El document fou retirat de la pàgina web de BISA.
A principis de maig de 2011, la universitat va suspendre Thornton per la "ruptura en les relacions laborals" causades pel document. En una carta oberta publicada a The Guardian, 67 investigadors internacionals, entre els quals hi havia Noam Chomsky, van demanar la readmissió de Thornton, així com un seguiment independent de les actuacions de la universitat, amb l'argument que el document de Thornton "detalla amb cura el que semblen exemples de conductes inapropiades per part de la direcció de la gerència, en la qüestió de l'arrest de dos membres de la universitat". L'any 2011 es va iniciar una campanya a favor de la readmissió del Dr. Rod Thornton i per la creació d'un requeriment públic sobre les actuacions de la Universitat de Nottingham.

## Personalitats destacades

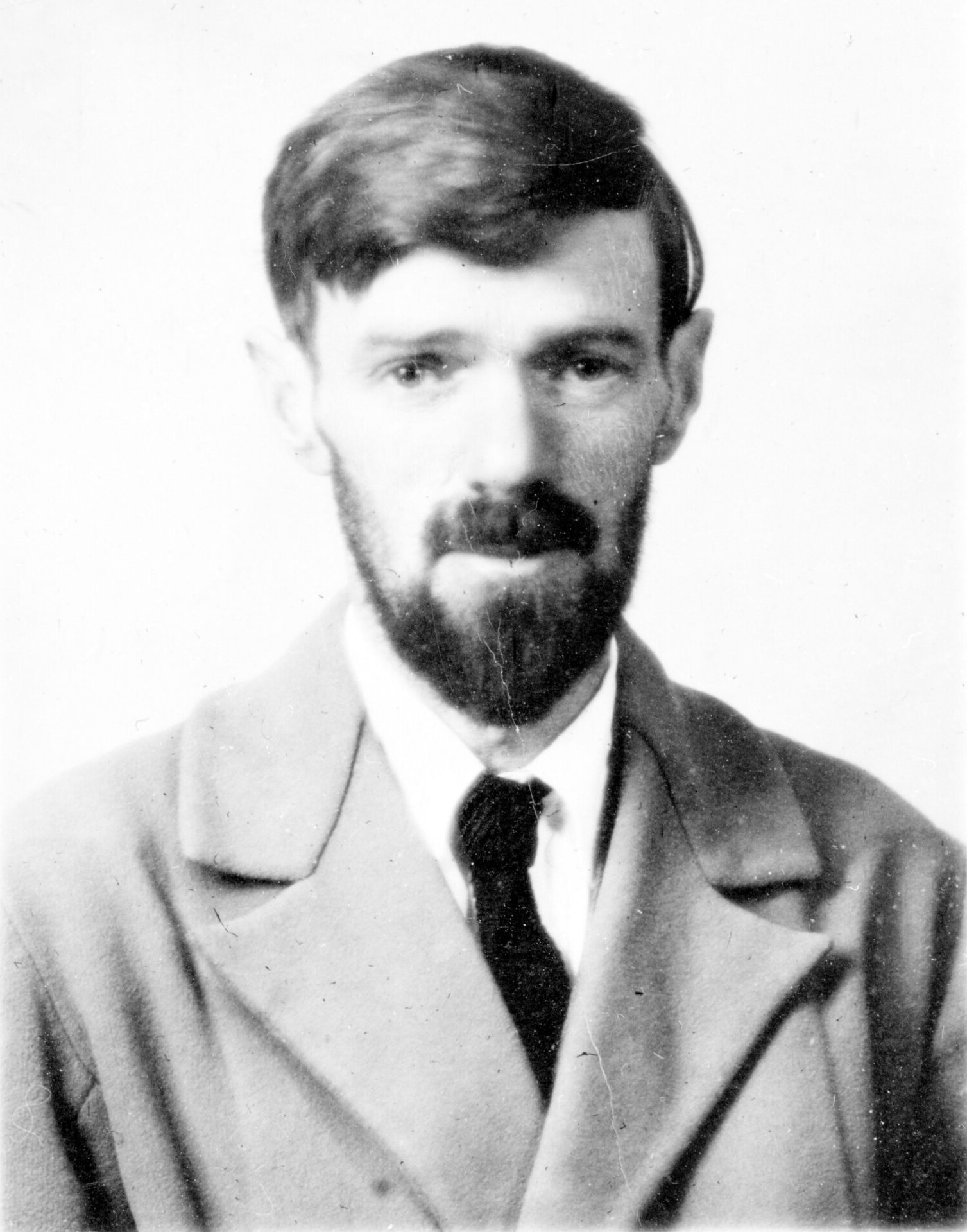
D. H. Lawrence, format a University College Nottingham

Hom relaciona la universitat amb una varietat d'exalumnes i professorat, entre els quals:
- London Grammar - Trio de Trip Hop britànic
- Sir Arthur Elijah Trueman - Geòleg
- David Ross - Cofundador de The Carphone Warehouse
- Milton Wainwright - Microbiòleg
- Kweku Adoboli - Autor del frau a l'UBS l'any 2011
- Sa Majestat Tuanku Bahiyah - 5a Raja Permaisuri Agong de Malàisia (Sa Majestat la Reina de Malàisia), SAR Sultana de Kedah
- Jeremy Browne - Ministre d'Estat d'Interior
- Jonathan Browning - President i Director Executiu de Volkswagen Group of America
- Michael A. Carpenter - Director Executiu d'Ally Financial
- Vinodh Coomaraswamy - Comissionat Judicial de la Cort Suprema de Singapur
- Graham Dury - Dibuixant
- Sir Clive Granger - Premi Nobel d'Economia
- Haydn Gwynne - Actriu
- Steve Holliday - Director Executiu de National Grid plc
- D.H. Lawrence - Escriptor
- Anthony Joseph Lloyd - Comissionat de Policia i Crim Police de Greater Manchester
- Sir Peter Mansfield - Inventor de la imatgeria per ressonància magnètica
- Tim Martin - Fundador i President de J D Wetherspoon
- Sir Keith O'Nions - Rector de l'Imperial College London
- Ivy Pinchbeck - Historiadora econòmica i social de les dones
- Jeff Randall - Jeff Randall Live
- John Rishton - Director Executiu de Rolls-Royce plc
- Sir John Sawers - Cap del MI6
- Richard Scudamore - Director Executiu de la English Premier League
- Sir John Cyril Smith - Advocat criminalista
- Sir Nigel Sweeney - Jutge de la Cort Suprema
- Helen Willetts - Meteoròloga
- Ruth Wilson - Actriu
- Sir Andrew Witty - Director Executiu de GlaxoSmithKline
- David Wood - Ex-Director Executiu de Murphy Oil
- Deng Yaping - Jugadora de tennis de taula
- Ahmad Jauhari Yahya - Gerent i Director Executiu de Malaysia Airlines
- Jason Smith - Ernst & Young LLP